# Компито (Арецо)
Компито је насеље у Италији у округу Арецо, региону Тоскана.
Према процени из 2011. у насељу је живело 78 становника. Насеље се налази на надморској висини од 873 м.